# Olímpico (luchador)
Joel Bernal Galicia (nacido el 6 de diciembre de 1965) es un luchador profesional mexicano retirado, más conocido bajo el nombre de Olímpico quien trabaja actualmente en el Consejo Mundial de Lucha Libre (CMLL) como referí. Desde su debut en 1992 hasta finales de 2008, Olímpico trabajó para el Consejo Mundial de Lucha Libre (CMLL); Desde entonces, trabajó para promociones como Perros del Mal, International Wrestling Revolution Group (IWRG), World Wrestling Association (WWA) y otras promociones en el circuito independiente mexicano antes de regresar a CMLL a mediados de 2010.
Galicia ha sido dos veces Campeón Mundial de Peso Wélter del CMLL y dos veces Campeón Nacional de Tríos. También fue ganador del Torneo Gran Alternativa (2001) junto con Sicodélico Jr.

## Carrera

### Consejo Mundial de Lucha Libre (1992-2008)
Bernal Galicia creció viendo a su padre, Roy Aguirre, luchar y quería seguir los pasos de su padre. Después de entrenar con su padre, hizo su debut en la lucha profesional en la Ciudad de México, México, para el Consejo Mundial de Lucha Libre (CMLL). Era raro que CMLL tuviera un luchador que realmente hizo su debut en su "lugar de origen", pero necesitaban talento joven después de que un gran número de luchadores jóvenes habían dejado CMLL para la promoción rival Asistencia Asesoría y Administración (AAA) en principios de 1992. En su primer combate usó el nombre de Popoca Jr. pero después del combate se decidió que necesitaba un personaje diferente. El propietario de CMLL, Paco Alonso, ideó el concepto de "Olímpico", "el olímpico", inspirado en los Juegos Olímpicos de Verano de 1992 en Barcelona, España.
Olímpico llevaba una máscara blanca con los anillos olímpicos, una camiseta blanca de estilo de lucha olímpica y botas blancas. Más tarde, cambió los anillos olímpicos a cinco líneas con los colores de los anillos olímpicos, ya que CMLL no había obtenido permiso para usar el símbolo olímpico oficial. Inicialmente, Olímpico trabajó en el primer y segundo luchas del evento, mejorando sus habilidades mientras continuaba entrenando con Hijo del Gladiador en el CMLL Gym. En 1996 se le dio la oportunidad de destacarse de los otros luchadores de cartas bajas cuando fue colocado en una lucha de historia con Damián El Guerrero. La disputa vio a Olímpico ganar su primera Lucha de Apuesta (en donde ambos competidores pusieron su máscaras en juego), desenmascarando a Damián El Guerrero.
El 16 de septiembre de 1998, Olímpico ganó el Campeonato Mundial de Peso Wélter del CMLL de Karlof Lagarde Jr., el primer título en su carrera. El 23 de octubre de 1998, Olímpico encabezó su primer show de CMLL, perdiendo el título de peso wélter CMLL ante Halcón Negro. Una semana después, Olímpico se enfrentó una vez más a Halcón Negro en el evento principal, esta vez derrotando a Negro en una Luchas de Apuesta, ganando la máscara de su oponente. El 27 de febrero de 1999, Olímpico hizo su primer viaje a Japón, perdiendo el título de peso wélter CMLL a Super Delfín. De regreso en México, Olímpico trabajó una lucha contra Rey Bucanero, una lucha que involucraba rasgar la máscara cada vez que los dos estaban en el mismo ring, construyendo una Luchas de Apuesta entre los dos. Sin embargo, el partido nunca sucedió; en cambio, Rey Bucanero perdió su máscara ante Shocker dejando la rivalidad entre Olímpico y Bucanero sin terminar. El 30 de marzo de 2000, Olímpico, Mr. Niebla y Safari derrotaron al equipo de Blue Panther, Fuerza Guerrera y El Signo para ganar el Campeonato Nacional de Tríos.
El 23 de junio de 2003, Olímpico, Mr. Niebla y Safari perdieron el título de Tríos ante Los Nuevo Infernales, (Averno, Mephisto y Satánico).
Después de su turno, se unió a un grupo llamado Los Guerreros del Infierno con Último Guerrero, Rey Bucanero y Tarzan Boy. Si bien su giro rudo fue sorprendente, pronto se vio ensombrecido cuando Atlantis se volvió rudo y se unió a Los Guerreros a principios de 2005, relegando a Olímpico a los equipos de tríos secundarios, trabajando con Tarzán Boy y otros asociados de Los Guerrero mientras que el equipo Último Guerrero, Rey Bucanero y Atlantis fue el principal equipo de Guerreros del Infierno. 
El 30 de septiembre de 2005, Olímpico y Atlantis fueron elegidos para desafiar a Hiroshi Tanahashi y Shinsuke Nakamura por el Campeonato en Parejas de la IWGP, cuando el dúo japonés hizo un viaje a México; Tanahashi y Nakamura defendieron con éxito el título. Durante los siguientes tres años, Olímpico trabajó en los luchas de Tríos del evento principal y, a veces, del evento principal, pero nunca consiguió el "gran" lucha ni ganó ningún campeonato.

### Circuito independiente (2008-2010)
A finales de 2008, Perro Aguayo Jr. y su grupo Los Perros del Mal dejaron CMLL, citando su descontento con su posición en la promoción y la falta de atención que se les prestó. Aguayo formó su propia empresa de lucha profesional llamada Perros del Mal Producciones; Uno de los primeros luchadores "No-Perro" que anunciaron fue Olímpico, que había dejado CMLL por la misma razón que Aguayo. Olímpico se convirtió en un habitual en los espectáculos de Perros del Mal, además de trabajar para International Wrestling Revolution Group y varias promociones de lucha libre independiente en todo México. El 20 de marzo de 2009, Olímpico derrotó a Angel Blanco Jr. para ganar el Campeonato de Peso Medio de WWA, aunque existe cierta confusión ya que se utiliza un Campeonato de peso medio WWA diferente en el área de Monterrey. Más tarde, Olímpico declaró que nunca se le dio el cinturón del campeonato después del combate, poniendo en duda la legitimidad de la victoria del título.

### Regreso al CMLL (2010-presente)
El 17 de mayo de 2010, Olímpico regresó a CMLL durante el evento principal en donde atacó a Máximo. Cinco días después, CMLL celebró una conferencia de prensa en la que Olímpico fue presentado como parte del grupo Los Invasores, un grupo retratado como una "fuerza invasora" de la escena independiente para luchar contra los luchadores de CMLL.
Durante un torneo de tríos el 13 de agosto de 2010, Olímpico hizo que su equipo fuera descalificado y luego atacó a sus ex compañeros, terminando su relación tentativa. Como resultado de sus acciones después del combate, Olímpico, Último Guerrero y Atlantis se agregaron al evento principal del 77th Aniversario del CMLL, en una lucha en jaula de 14 hombres donde todas máscaras estarían en juego.
La lucha se redujo a Olímpico y La Sombra después de que los otros 12 hombres habían escapado de la jaula. La Sombra venció a Olímpico quien anunció que se llamaba Joel Bernal Galicia, de la Ciudad de México, que tenía 44 años y que había estado luchando durante 19 años.
El 4 de septiembre de 2020, Olímpico anunció su retiro como luchador profesional dedicándose como árbitro a tiempo completo.

## Campeonatos y logros
- Consejo Mundial de Lucha Libre
  - Campeonato Mundial de Peso Welter del CMLL (2 veces)[8]
  - Campeonato Nacional de Tríos (2 veces) – con  Mr. Niebla & Safari (1) y Psicosis II & Volador Jr.  (1)[9]
  - Campeonato de Peso Completo de Occidente (1 vez)[10]
  - Campeonato en Parejas de Occidente (1 vez) – con Bobby Zavala
  - Torneo Gran Alternativa (2001) – con Sicodélico Jr.[11]

- World Wrestling Association
  - WWA Middleweight Championship (1 vez)[4]

## Luchas de apuestas
| Ganador             | Perdedor                       | Lugar                | Evento                    | Fecha                   | Notas |
| ------------------- | ------------------------------ | -------------------- | ------------------------- | ----------------------- | ----- |
| Olímpico (máscara)  | Damián El Guerrero (cabellera) | Ciudad de México     | Live event                | 1996                    |       |
| Olímpico (máscara)  | Halcón Negro (máscara)         | Ciudad de México     | Live event                | 30 de octubre de 1998   |       |
| Olímpico (máscara)  | Brazo de Platino (máscara)     | Acapulco, Guerrero   | Live event                | 27 de julio de 2000     |       |
| Olímpico (máscara)  | Brazo de Platino (cabellera)   | Cuernavaca, Morelos  | N/A                       | Fecha Desconocida       |       |
| Olímpico (máscara)  | Bestial (máscara)              | Acapulco, Guerrero   | Live event                | 16 de mayo de 2001      |       |
| Olímpico (máscara)  | Bestial (cabellera)            | Cuernavaca, Morelos  | Live event                | 26 de julio de 2001     |       |
| Olímpico (máscara)  | Fuerza Boricua (máscara)       | Querétaro, Querétaro | Live event                | 3 de septiembre de 2003 |       |
| La Sombra (máscara) | Olímpico (máscara)             | Ciudad de México     | 77th Aniversario del CMLL | 3 de septiembre de 2010 |       |